# أليسون نولز
أليسون نولز (بالإنجليزية: Alison Knowles)‏ هي فنانة أمريكية، ولدت في 29 أبريل 1933 في نيويورك في الولايات المتحدة.

## وصلات خارجية
- أليسون نولز على موقع ميوزك برينز (الإنجليزية)
- أليسون نولز على موقع ديسكوغز (الإنجليزية)